# Fornever (Murs & 9th Wonder)
Fornever è un album collaborativo tra il rapper statunitense Murs e il produttore hip hop connazionale 9th Wonder, pubblicato nel 2010.
Sul sito Metacritic ottiene un punteggio di 72/100.
| Recensione        | Giudizio |
| ----------------- | -------- |
| AllMusic          | [ 1 ]    |
| PopMatters        | [ 2 ]    |
| Pitchfork         | [ 2 ]    |
| HipHopDX          | [ 2 ]    |
| Billboard         | [ 2 ]    |
| The A.V. Club     | B+       |
| Los Angeles Times | [ 4 ]    |

## Tracce
1. Fornever (feat. Kurupt) – 3:38 – MURS & 9th Wonder
2. The Lick (feat. VerBs) – 3:45 – MURS & 9th Wonder
3. Asian Girl (feat. 9thmatic) – 3:38 – MURS & 9th Wonder
4. Let Me Talk (feat. Suga Free) – 4:22 – MURS & 9th Wonder
5. Cigarettes and Liquor – 4:16 – MURS & 9th Wonder
6. Vikki Veil – 3:32 – MURS & 9th Wonder
7. I Used to Luv Her (Again) – 6:17 – MURS & 9th Wonder
8. The Problem Is... (feat. Sick Jacken & Uncle Chucc) – 3:38 – MURS, 9th Wonder & Sick Jacken
9. West Coast Cinderella – 3:52 – MURS & 9th Wonder
10. Live from Roscoe's (feat. Kurupt) – 5:04 – MURS & 9th Wonder

## Classifiche
| Classifica (2010)         | Posizione massima |
| ------------------------- | ----------------- |
| Stati Uniti               | 87                |
| US Independent Albums     | 9                 |
| US Top Rap Albums         | 9                 |
| US Top R&B/Hip-Hop Albums | 22                |